# Droits LGBT en Uruguay
Les droits des personnes LGBT (lesbiennes, gays, bisexuels, transgenres) en Uruguay sont, malgré la persistance de difficultés, les plus avancés d'Amérique du Sud. Les relations homosexuelles et la transition de genre juridique sans chirurgie obligatoire sont légales, des lois punissent la discrimination sur la base du genre et de la sexualité, et l'homosexualité ne retire pas le droit de servir dans l'armée sans se cacher. Les couples homosexuels peuvent contracter une union civile qui ouvre plusieurs des droits du mariage depuis 2008, et se marier depuis 2013.

## Lois contre l'homosexualité
L'homosexualité était criminalisée jusqu'en 1934. Puis la majorité sexuelle a été portée à quinze ans, quelle que soit l'orientation sexuelle ou le genre, sachant que le détournement de personnes de moins de dix-huit ans était un crime depuis 1994.

## Reconnaissance des relations entre personnes de même sexe
L'Uruguay a été le premier pays d'Amérique latine à légaliser les unions civiles dans la législation nationale. La sénatrice Margarita Percovich, auteure de la loi, disait que le projet accorderait aux couples en union civile les mêmes droits que le mariage. Sous cette loi, les couples devaient être formés depuis au moins cinq ans et signer un registre. Les couples devaient recevoir le droit à l'assurance maladie, l'héritage, la parentalité et la pension. Après que le Front large eut approuvé projet de loi proposé par Margarité Percovich en novembre 2007, les couples homosexuels et hétérosexuels allaient pouvoir entrer en union civile après avoir vécu au moins cinq ans ensemble, et recevoir certains des bénéfices accordés aux couples mariés. Le projet de loi est passé devant le Congrès le 30 novembre 2007 après être passé devant le Sénat en février ; le projet est approuvé lors de la même discussion par les deux chambres le 19 décembre, et signé par le président Tabaré Vázquez le 27 décembre. La loi entre en vigueur le 1er janvier 2008. 

## Protections contre les discriminations
L'incitation à la haine en raison de l'orientation sexuelle et l'identité de genre est interdite depuis 2003, et en 2004 une loi contre la discrimination est passée pour créer une Commission honoraire pour combattre la discrimination raciale, la xénophobie et les autres formes de discrimination, y compris celles qui se fondent sur l'orientation et l'identité sexuelle. La Commission a été mise en place le 21 mars 2007.

## Service militaire
Depuis mai 2009, les homosexuels peuvent servir dans l'armée, après la signature d'un décret par le ministre de la défense.

## Transgenres
En septembre 2009, une loi permet aux personnes transgenres de plus de dix-huit ans de changer leur nom et leur genre légal sur les documents officiels, de façon qu'ils soient en accord avec leur identité de genre, et avec ou sans interventions médicales ou chirurgicales.
En octobre 2018, le parlement vote une loi couvrant de nombreuses avancés pour les personnes trans, couvrant la mise en place de discrimination positive dans les emplois gouvernementaux, la prise en charge de certains soins ainsi que la compensation des torts causé par la dictature en place entre 1973 et 1985,.
En 2014, Michelle Suárez Bértora devient la première personne trans à devenir sénatrice en Uruguay.

## Résumé
| Légalisation de l'homosexualité                                                 | depuis 1934 |
| Égalité de majorité sexuelle                                                    | depuis 1934 |
| Lois contre les crimes fondés sur l'orientation sexuelle et l'identité de genre | depuis 2003 |
| Lois contre la discrimination au travail                                        | depuis 2004 |
| Lois contre la discrimination dans tous les autres domaines                     | depuis 2004 |
| Accès à la FIV pour les lesbiennes                                              | depuis 2006 |
| Reconnaissance des couples homosexuels (unions civiles)                         | depuis 2008 |
| Adoption homosexuelle                                                           | depuis 2009 |
| Autorisation pour les homosexuels de servir dans l'armée                        | depuis 2009 |
| Droit de changer de sexe dans l'état-civil                                      | depuis 2009 |
| Mariage homosexuel                                                              | depuis 2013 |
| Autorisation du don de sang pour les HSH                                        | Oui         |